# Світова серія з тріатлону 2015
Світова серія з тріатлону в 2015 році відбулася всьоме. Вона проводилася під егідою Міжнародної федерації тріатлону з 6 березня по 20 вересня. Складалася з десяти етапів, у тому числі з гранд-фінала, котрим завершився сезон у Чикаго. Чемпіонами світу стали Гвен Йоргенсен (США) і Хав'єр Гомес (Іспанія). 

## Календар
| Дата          | Місце знаходження | Дистанція                |
| ------------- | ----------------- | ------------------------ |
| 6–7 березня   | Абу-Дабі          | Спринт                   |
| 28–29 березня | Окленд            | Стандартна (олімпійська) |
| 11–12 квітня  | Голд-Кост         | Стандартна               |
| 25–26 квітня  | Кейптаун          | Стандартна               |
| 16–17 травня  | Йокогама          | Стандартна               |
| 30–31 травня  | Лондон            | Спринт                   |
| 18–19 липня   | Гамбург           | Спринт                   |
| 22–23 серпня  | Стокгольм         | Стандартна               |
| 5–6 вересня   | Едмонтон          | Спринт                   |
| 15–20 вересня | Чикаго            | Великий фінал            |

- Стандартна дистанція: плавання — 1,5 км, велоперегони — 40 км, біг — 10 км.
- Спринт: плавання — 750 м, велоперегони — 20 км, біг — 5 км.
- У Гамбургу, окрім змагання на спринтерській дистанції, також проходив чемпіонат світу в естафеті.

## Результати

#### Чоловіки
| Місто     | Золото                 | Срібло                | Бронза              |
| --------- | ---------------------- | --------------------- | ------------------- |
| Абу-Дабі  | Маріо Мола (ESP)       | Венсан Луї (FRA)      | Річард Мюррей (RSA) |
| Окленд    | Джонатан Браунлі (GBR) | Хав'єр Гомес (ESP)    | П'єр Ле Корре (FRA) |
| Голд-Кост | Джонатан Браунлі (GBR) | Маріо Мола (ESP)      | Хав'єр Гомес (ESP)  |
| Кейптаун  | Алістер Браунлі (GBR)  | Хав'єр Гомес (ESP)    | Венсан Луї (FRA)    |
| Йокогама  | Хав'єр Гомес (ESP)     | Алістер Браунлі (GBR) | Маріо Мола (ESP)    |
| Лондон    | Алістер Браунлі (GBR)  | Фернандо Аларса (ESP) | Венсан Луї (FRA)    |
| Гамбург   | Венсан Луї (FRA)       | Хав'єр Гомес (ESP)    | Маріо Мола (ESP)    |
| Стокгольм | Хав'єр Гомес (ESP)     | Жуан Перейра (POR)    | Аарон Ройл (AUS)    |
| Едмонтон  | Річард Мюррей (RSA)    | Хав'єр Гомес (ESP)    | Маріо Мола (ESP)    |
| Чикаго    | Маріо Мола (ESP)       | Хав'єр Гомес (ESP)    | Річард Мюррей (RSA) |

#### Жінки

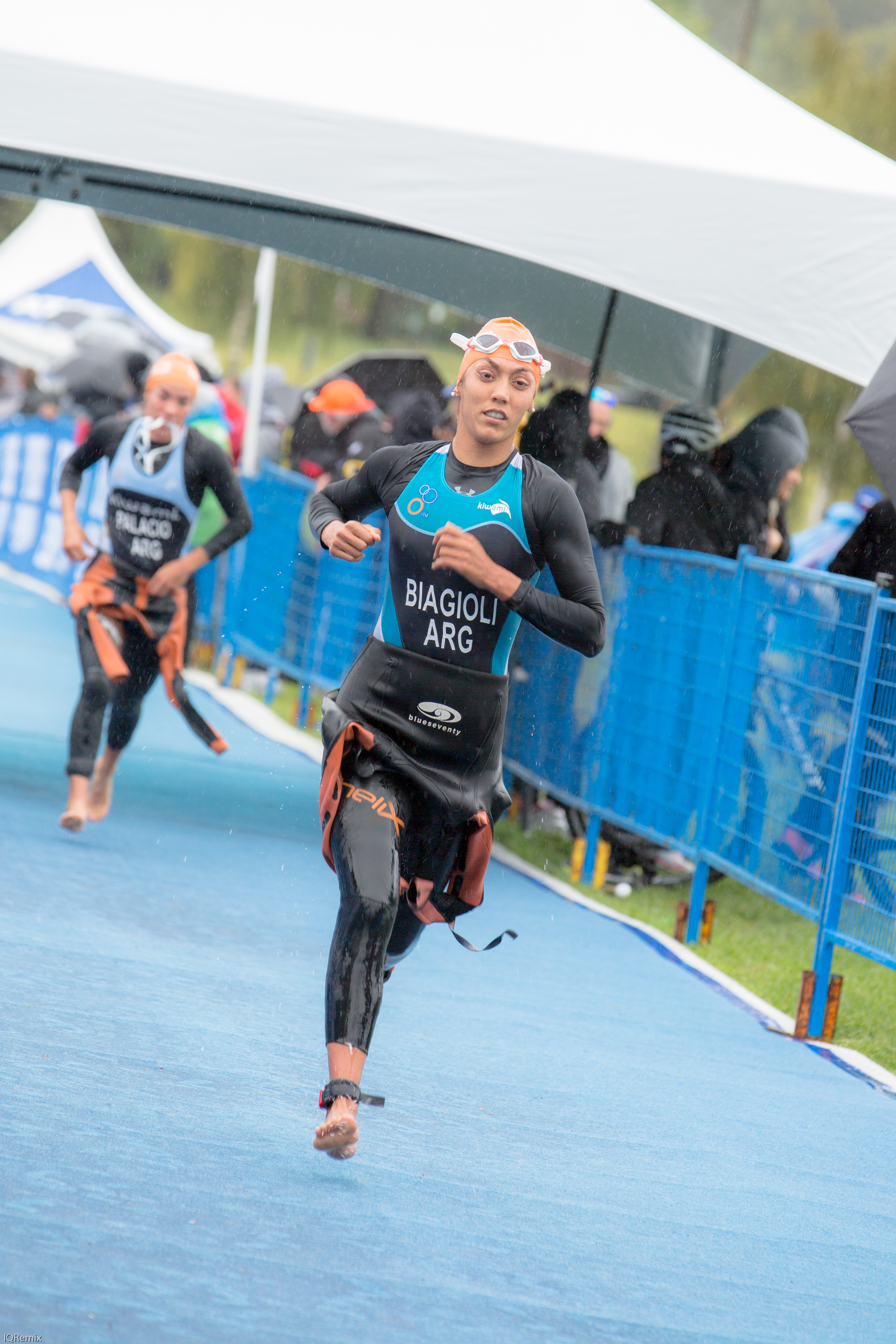
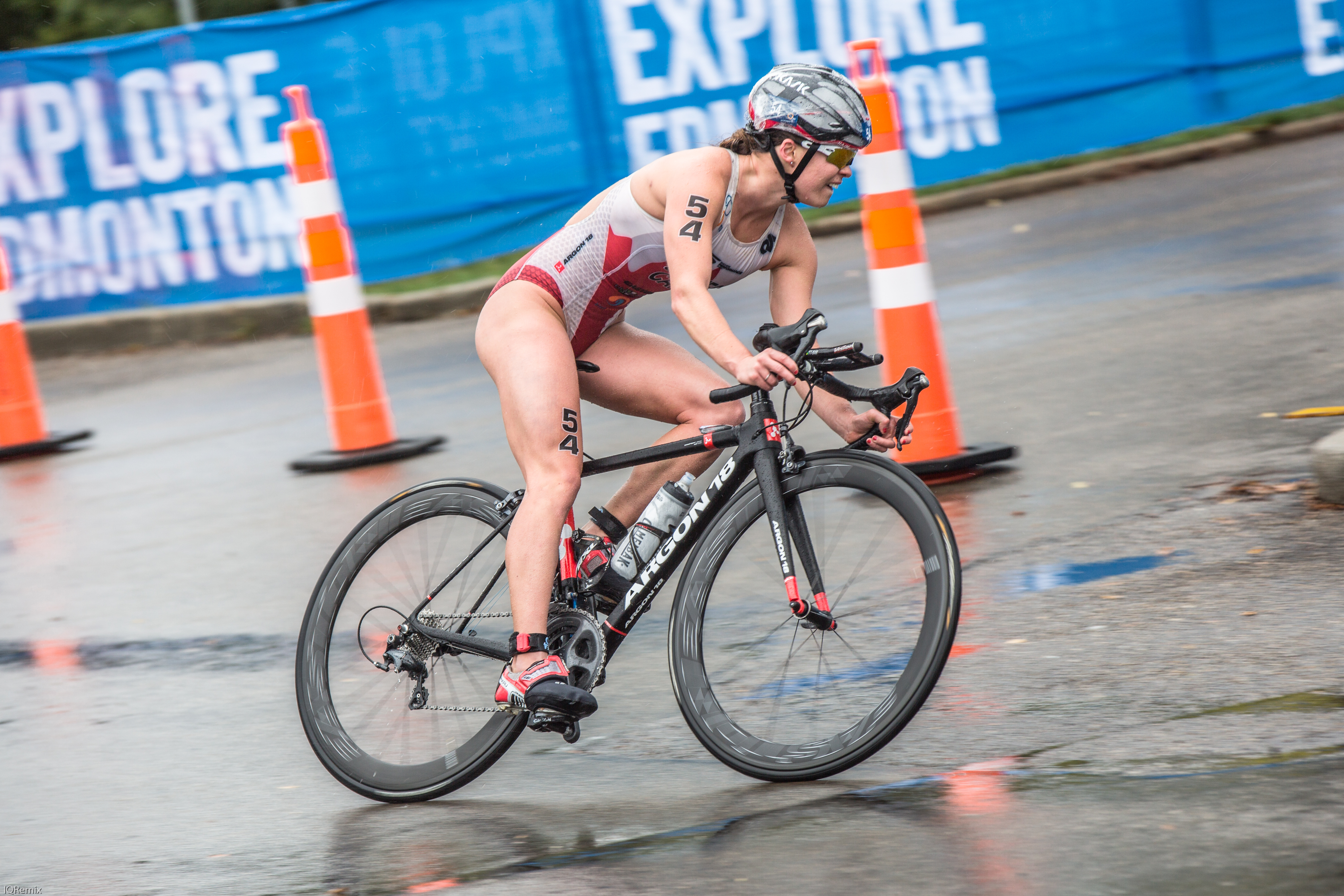
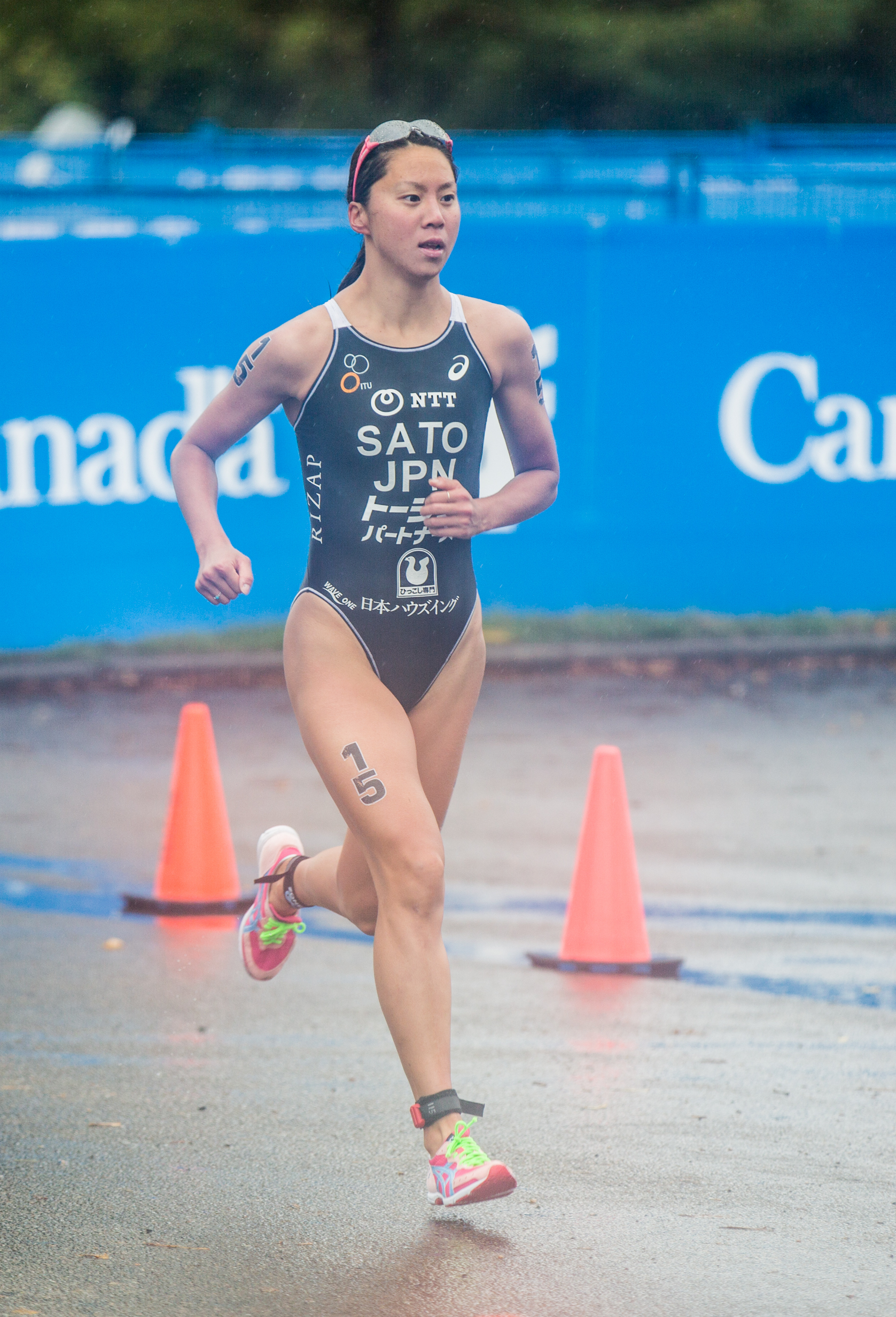

| Місто     | Золото               | Срібло             | Бронза                 |
| --------- | -------------------- | ------------------ | ---------------------- |
| Абу-Дабі  | Гвен Йоргенсен (USA) | Кеті Зеферес (USA) | Флора Даффі (BER)      |
| Окленд    | Гвен Йоргенсен (USA) | Кеті Зеферес (USA) | Андреа Г'юїтт (NZL)    |
| Голд-Кост | Гвен Йоргенсен (USA) | Сара Тру (USA)     | Кеті Зеферес (USA)     |
| Кейптаун  | Вікі Голланд (GBR)   | Кеті Зеферес (USA) | Нікола Шпіріг (SUI)    |
| Йокогама  | Гвен Йоргенсен (USA) | Ешлі Джентлі (AUS) | Емма Моффатт (AUS)     |
| Лондон    | Гвен Йоргенсен (USA) | Кеті Зеферес (USA) | Сара Тру (USA)         |
| Гамбург   | Гвен Йоргенсен (USA) | Вікі Голланд (GBR) | Нон Стенфорд (GBR)     |
| Стокгольм | Сара Тру (USA)       | Кеті Зеферес (USA) | Андреа Г'юїтт (NZL)    |
| Едмонтон  | Вікі Голланд (GBR)   | Флора Даффі (BER)  | Джилліан Бекгауз (AUS) |
| Чикаго    | Гвен Йоргенсен (USA) | Нон Стенфорд (GBR) | Вікі Голланд (GBR)     |

Результати: 

## Загальний залік
У таблиці зазначені сумарні показники найсильніших спортсменів сезону. Також зазначені досягнення українських тріатлоністів:
| Місце | Тріатлоніст               | Набрані очкиs |
| ----- | ------------------------- | ------------- |
|       | Хав'єр Гомес (ESP)        | 4930          |
|       | Маріо Мола (ESP)          | 4794          |
|       | Венсан Луї (FRA)          | 4421          |
| 4     | Річард Мюррей (RSA)       | 4316          |
| 5     | Фернандо Аларса (ESP)     | 3774          |
| 6     | Раян Бейлі (AUS)          | 3195          |
| 7     | Крісанто Грахалес (MEX)   | 3005          |
| 8     | Жуан Перейра (POR)        | 2986          |
| 9     | Аарон Ройл (AUS)          | 2964          |
| 10    | П'єр Ле Корре (FRA)       | 2701          |
| 11    | Джонатан Браунлі (GBR)    | 2695          |
| 12    | Генрі Шуман (RSA)         | 2585          |
| 13    | Свен Рідерер (SUI)        | 2555          |
| 14    | Алістер Браунлі (GBR)     | 2340          |
| 15    | Вісенте Ернандес (ESP)    | 2321          |
| 16    | Ігор Полянський (RUS)     | 2057          |
| 17    | Доріан Конінкс (FRA)      | 1721          |
| 18    | Олександр Брюханков (RUS) | 1599          |
| 19    | Габор Фалдум (HUN)        | 1577          |
| 20    | Ріхард Варга (SVK)        | 1570          |
| 21    | Ростислав Пєвцов (AZE)    | 1553          |
|       |                           |               |
| 95    | Данило Сапунов (UKR)      | 272           |

| Місце | Тріатлоністка          | Набрані очки |
| ----- | ---------------------- | ------------ |
|       | Гвен Йоргенсен (USA)   | 5200         |
|       | Андреа Г'юїтт (NZL)    | 4079         |
|       | Сара Тру (USA)         | 4073         |
| 4     | Вікі Голланд (GBR)     | 3952         |
| 5     | Кеті Зеферес (USA)     | 3900         |
| 6     | Рахель Кламер (NED)    | 3097         |
| 7     | Флора Даффі (BER)      | 3093         |
| 9     | Нон Стенфорд (GBR)     | 2890         |
| 8     | Ейлін Рід (IRL)        | 2721         |
| 10    | Емма Моффатт (AUS)     | 2720         |
| 11    | Барбара Ріверос (CHI)  | 2491         |
| 12    | Ешлі Джентлі (AUS)     | 2455         |
| 13    | Ребекка Робіш (GER)    | 2404         |
| 14    | Ай Уеда (JPN)          | 2070         |
| 15    | Шарлотта Макшейн (AUS) | 1880         |
| 16    | Кірстен Каспер (USA)   | 1875         |
| 17    | Нікола Шпіріг (SUI)    | 1870         |
| 18    | Анна Філіппін (GER)    | 1863         |
| 19    | Ліза Пертерер (AUT)    | 1827         |
| 20    | Софія Саллер (GER)     | 1792         |
| 63    | Юлія Єлістратова (UKR) | 604          |

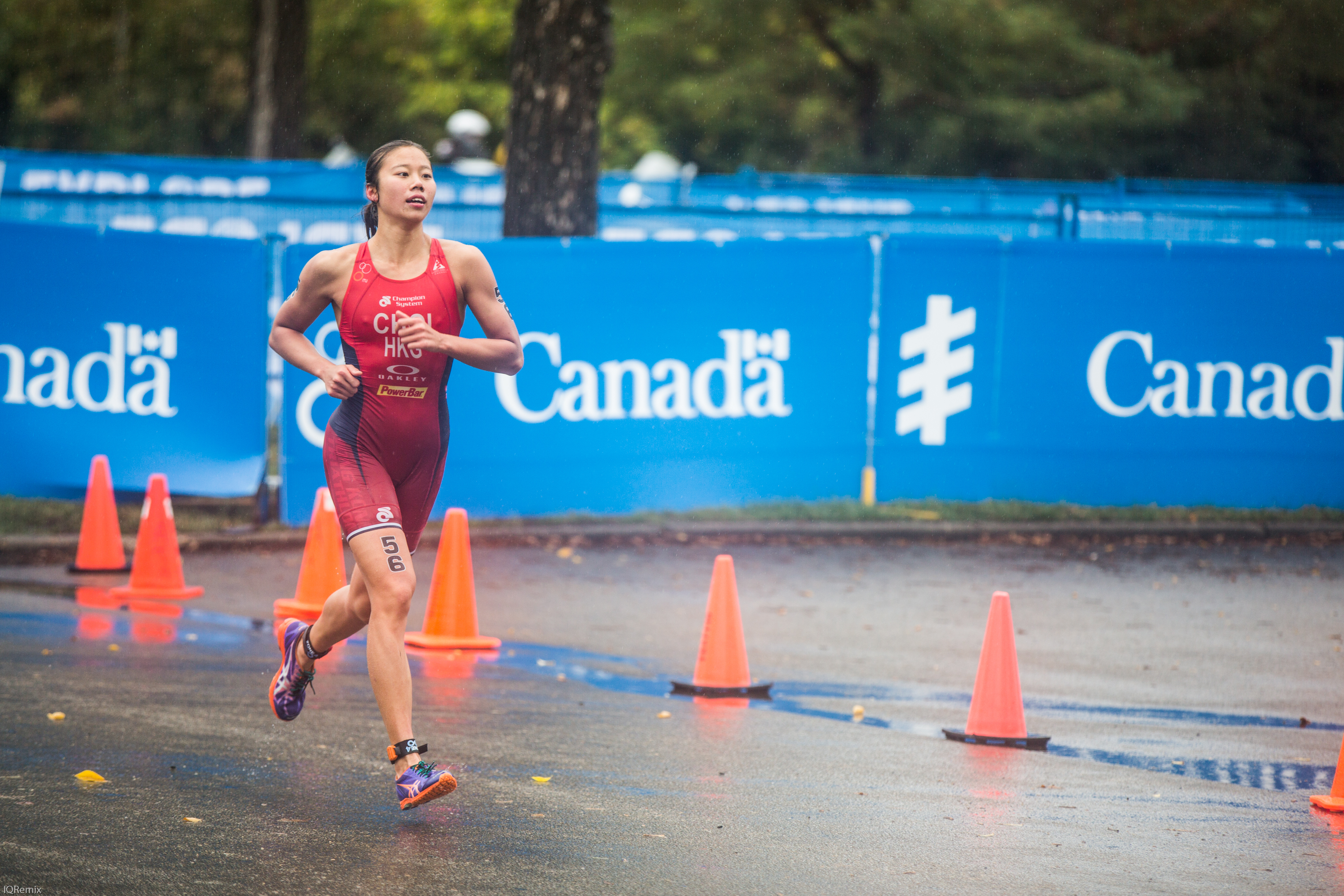
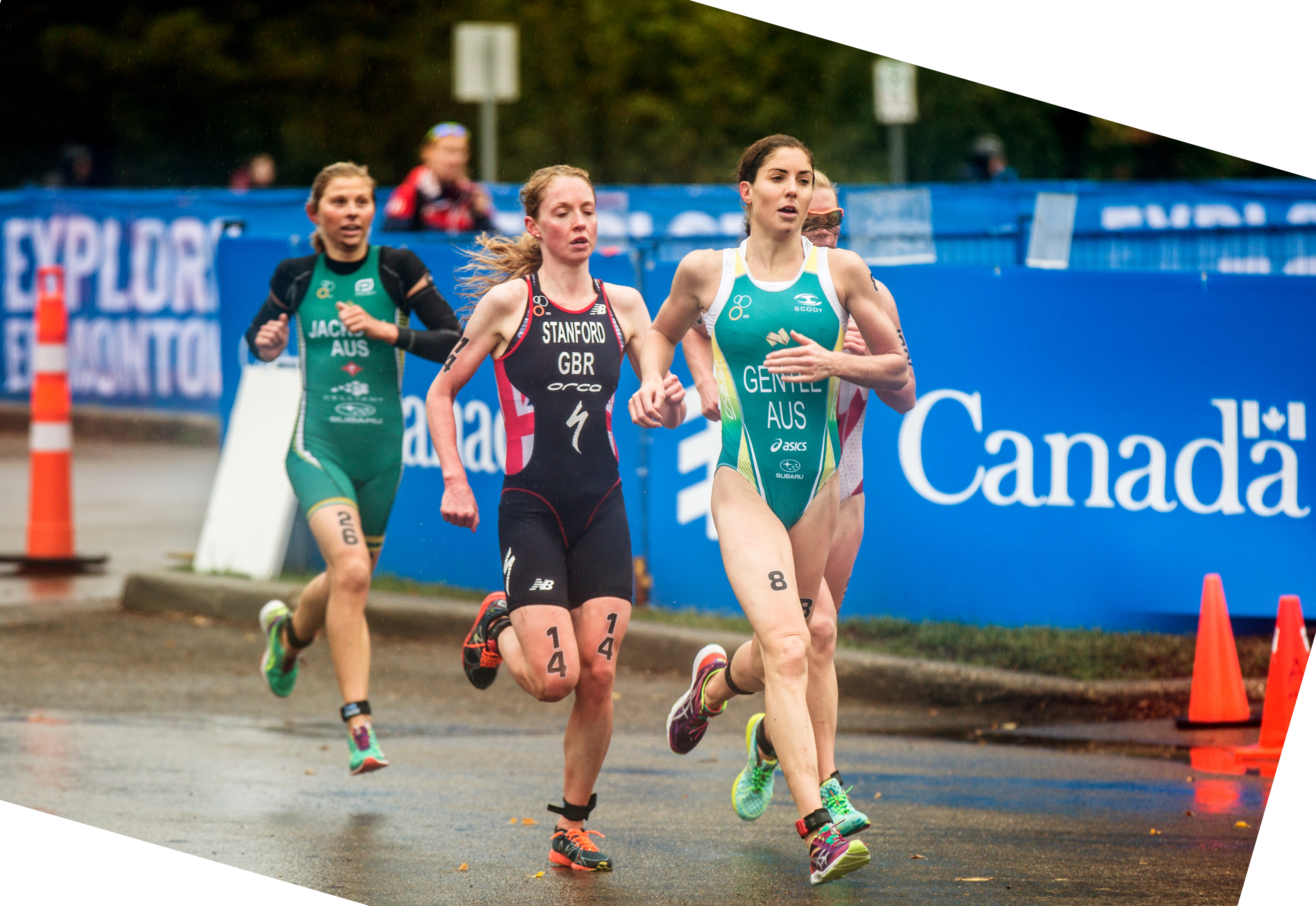
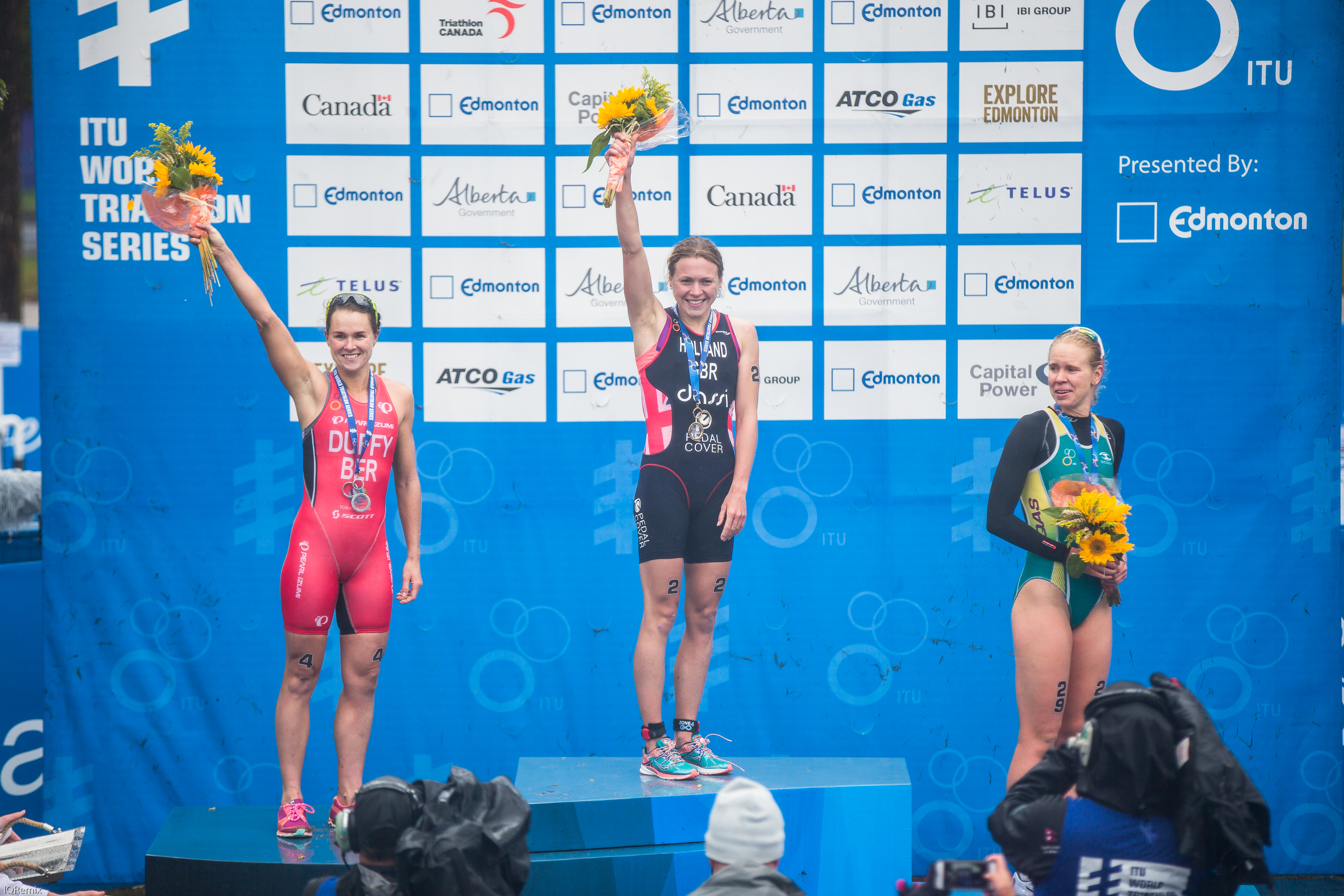
Переможці жіночого етапу в Едмонтоні